# Liste des cultures de l’âge du bronze en Chine
Le vaste territoire de la Chine actuelle a vu éclore, à partir d'environ 2 200 av. J.-C., de nombreuses cultures de l'Âge du bronze dans les différentes provinces du pays.

## Cultures
Du Nord au Sud :
- Tianshanbeilu (Est du Xinjiang)
- Culture de Xiajiadian inférieur (Hebei du Nord)
- Culture de Xiajiadian supérieur (Hebei du Nord et Liaoning)
- Culture de Qijia (principalement au Gansu)
- Culture de Siba (ou Siwa) (cours supérieur du Fleuve Jaune, corridor du Hexi)
- Culture d'Erlitou (Henan)
- Culture d'Erligang (centre-est de la Chine du Nord, Fleuve jaune)
- Culture de Longshan (Shanxi)

## Autres sites
- Yueshi (Shandong et Nord-Jiangsu)[1]
- Zhouyuan (Shaanxi, nord de la plaine de Guanzhong, ou basse vallée de la rivière Wei)
- Fenghao (Shaanxi)
- Xindian (Gansu)
- Shajing (Gansu)
- Xituanshan (Jilin)
- Ba-Shu (par exemple des bronzes du village Sanxingdui, Sichuan)
- Wanjiaba (par exemple des bronzes du village Wanjiaba, Chuxiong, Yunnan, Ve siècle av. J.-C.)
- Shizhaishan (par exemple des bronzes du village Shizhaishan, Jinning, Yunnan, du royaume de Dian à l'époque Han)

## Carte

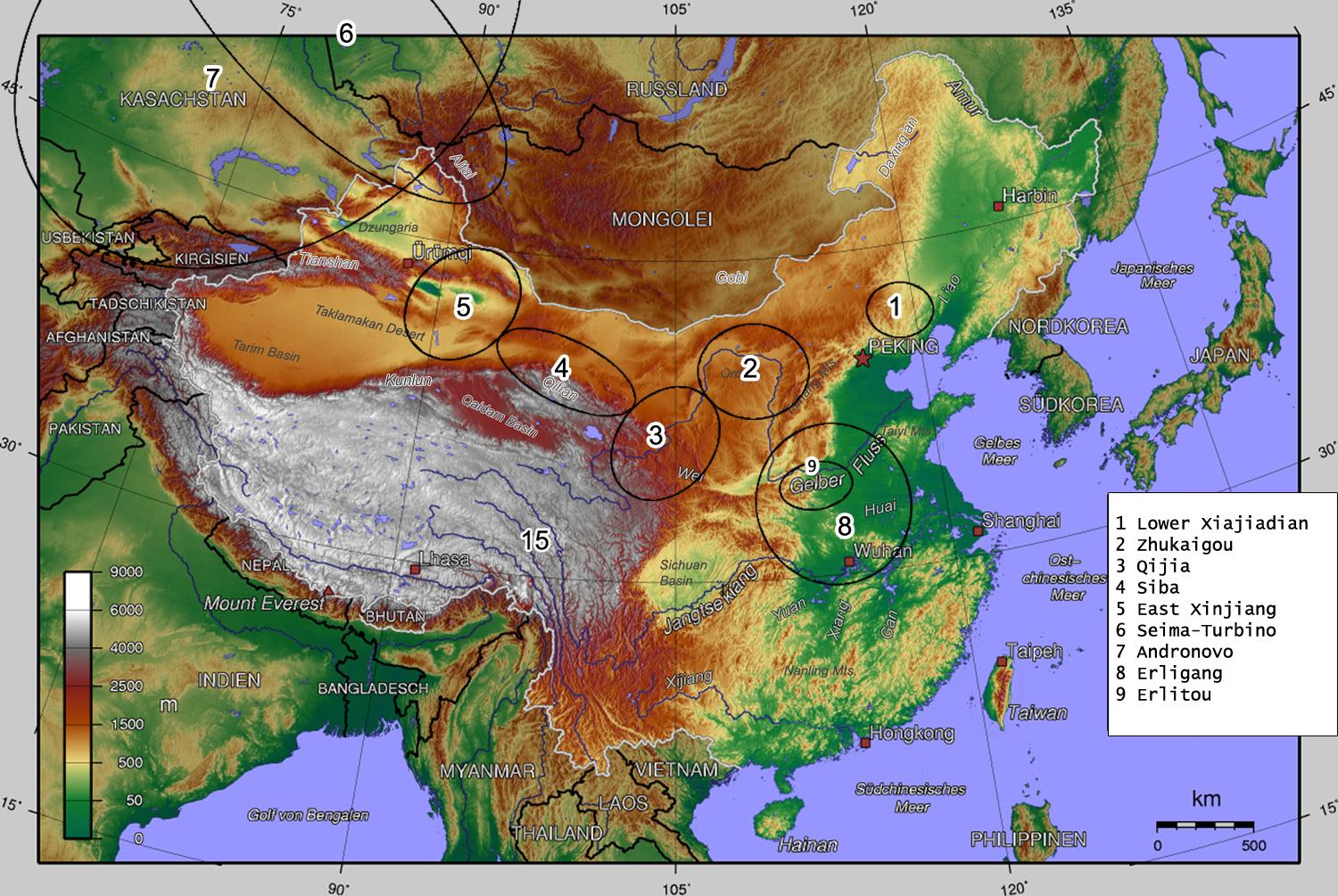
Le passage du Néolithique à l'Âge du Bronze en Chine du Nord et dans les steppes d'Asie Centrale